# Saint-Augustin (Paso de Calais)
Saint-Augustin es una comuna nueva francesa situada en el departamento de Paso de Calais, de la región de Alta Francia.

## Historia
Fue creada el 1 de enero de 2016, en aplicación de una resolución del prefecto de Paso de Calais de 7 de diciembre de 2015 con la unión de las comunas de Clarques y Rebecques, pasando a estar el ayuntamiento en la antigua comuna de Rebecques.

## Demografía
| Gráfica de evolución demográfica de Saint-Augustin (Paso de Calais) entre 1800 y 2013 |
|                                                                                       |

Los datos entre 1800 y 2013 son el resultado de sumar los parciales de las dos comunas que forman la nueva comuna de Saint-Augustin, cuyos datos se han cogido de 1800 a 1999, para las comunas de Clarques y Rebecques de la página francesa EHESS/Cassini. Los demás datos se han cogido de la página del INSEE.

## Composición
| Comuna delegada | Código INSEE | Población (2013) | Superficie (km²) | Densidad (hab./km²) |
| --------------- | ------------ | ---------------- | ---------------- | ------------------- |
| Clarques        | 62226        | 306              | 6.96             | 44                  |
| Rebecques       | 62691        | 475              | 4.84             | 98                  |